# マッカレーゼ
マッカレーゼ (Maccarese)は、ローマ県のコムーネ・フィウミチーノの一地区（42番目と43番目のアグロ・ロマーノの地域で、マッカレーゼ南はZ.XLII、マッカレーゼ北がZ.XLIII）。